# コックリさん2
『コックリさん2』(분신사바 2)は、2013年の韓国と中国の合作映画。中国で2013年7月17日、韓国で2014年7月16日にそれぞれ公開された。中国語のタイトルは『笔仙II』。日本未公開。
アジアホラー映画界の巨匠、アン・ビョンギ監督がおくる『コックリさん』シリーズの2作目。
主演は、韓国で“ホラークイーン”の異名を持つパク・ハンビョル。その他の出演者は多くが辛芷蕾、章婷婷ら中国人俳優。そのため、台詞の大部分は中国語(普通話)となっている。

## ストーリー
大学院生のソン・チエン(パク・ハンビョル)は、米国から戻ってきた昔の友人ナナ(辛芷蕾)と暮らすようになる。だが、ナナの様子がおかしい。ナナの行動が2年前に自殺した大学卒業前のシャオアイ(章婷婷)を連想させるものだった。それとリンクするかのように、チエンの友人が連続して不審な死を遂げる。そして、チエンは友人の死を見つめ直し、シャオアイの自殺に隠された真相を暴く事を決意する。

## キャスト
| 役名           | 俳優             | 国籍 |
| -------------- | ---------------- | ---- |
| ソン・チエン   | パク・ハンビョル | 韓国 |
| ナナ           | 辛芷蕾           | 中国 |
| シャオアイ     | 章婷婷           | 中国 |
| ヨン・ウピョン | 張浩然           | 中国 |
| ホンレイ       | 楊帆             | 中国 |
| ヤンチョン     | 孫紹龍           | 中国 |
| ウィペイ       | 李昕岳           | 中国 |
| ユキ           | 高欣宇           | 中国 |
| ユキの父親     | 劉衛東           | 中国 |
| 教授           | 郭京飛           | 中国 |
| 警察           | 耿楽             | 中国 |
| コーチ         | 李永波           | 中国 |

## スタッフ
- 監督：アン・ビョンギ
- 脚本：ハン・ジョンミン(韓国)/韓景龍(中国)
- 製作：裴琳
- 撮影：ユン・ミョンシク
- 編集：ハム・ソンウォン